# Новитна (национальный резерват дикой природы)

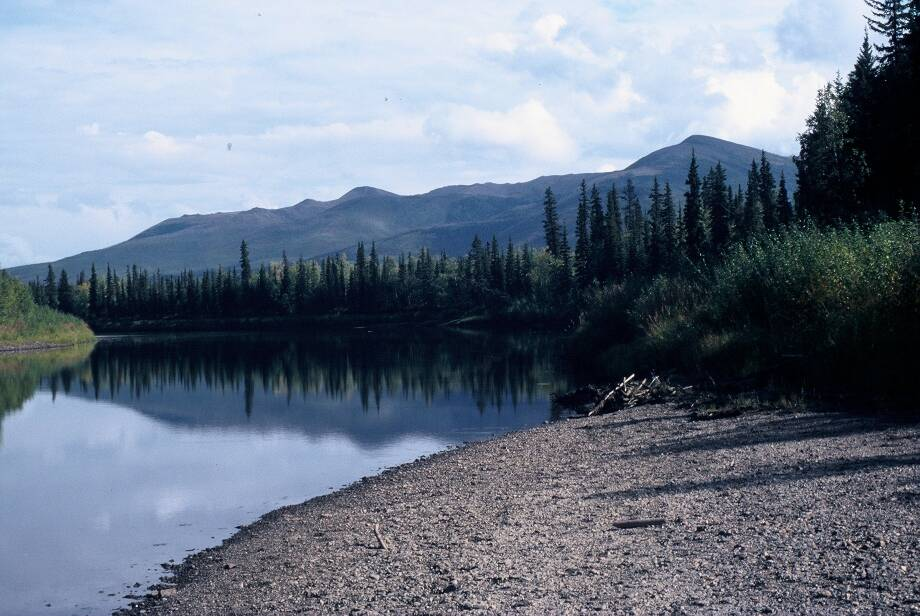
Берег Новитны

Новитна (англ. Nowitna National Wildlife Refuge) — национальный резерват дикой природы на Аляске.
Резерват образован в 1980 году. Это была территория реки Новитна у склонов хребта Кускоквим площадью около 8,5 тыс. км².
Резерват — место обитания барибала, гризли, росомахи,  волка, лося и других животных.